# Nyakkendő

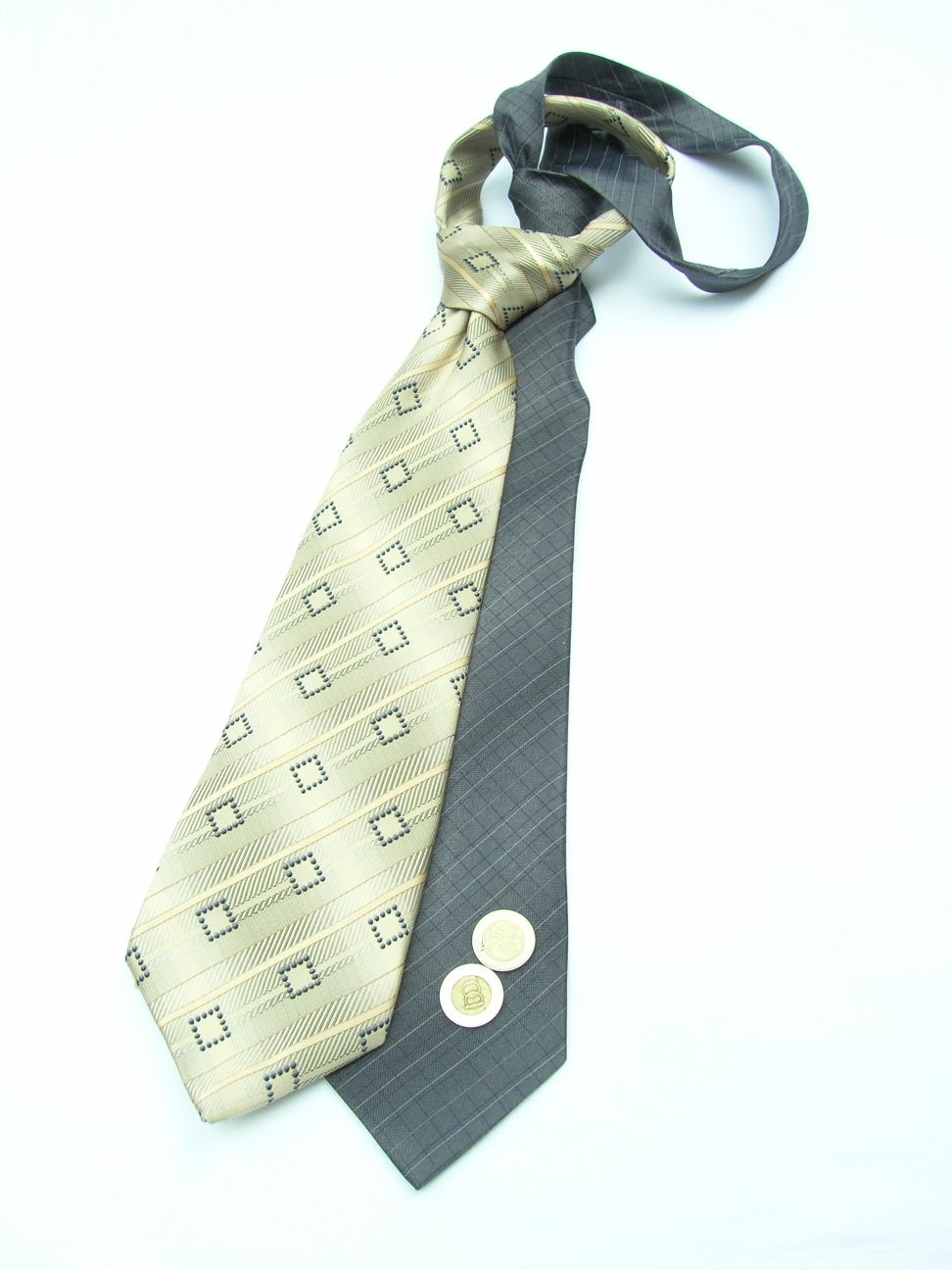
Kravátli

A nyakkendő dekoratív célból viselt hosszú ruhadarab, melyet a nyak köré tekernek, általában az inggallér alá bújtatnak és elöl nyakon kötnek meg. Változatai közé tartozik az ascot nyakkendő, az amerikai (bolo) nyakkendő, a cipzár nyakkendő, a kravátli és a csíptethető nyakkendő (clip-on tie). Fiúk és férfiak irodai öltözékének kiegészítőjeként vagy elegáns ruhadarabként viselik. A nyakkendőt egyenruha részeként is számon tartják (pl. hadsereg, iskola, vendéglátóipari személyzet), illetve sok férfi mindennapi öltözékének elengedhetetlen tartozéka. Hagyományosan a nyakkendőt begombolt inggallérba illesztve viselik. A nyakkendőcsomó a két gallérszárny között helyezkedik el. A fiatalok körében a nyakkendő a hétköznapi viselet része, melyet a felső inggomb kigombolása és a nyakkendő laza megkötése jellemez.

## Története

### Eredete
A katonák által viselt nyakkendőnek hosszú a története csakúgy, mint egyenruha részeként, illetve valamely társadalmi csoporthoz való tartozás szimbólumaként. A nyakkendő viselésének kialakulása Európában egészen a harmincéves háborúig nyúlik vissza, amikor horvát zsoldoskatonák viseletének része volt. A mai nemzetközi „cravat” kifejezés horvát népnév francia változatából (croate) ered. Az új ruhadarab divatőrületet keltett Európában, a férfiak és a nők egyaránt anyagdarabokat viseltek a nyakuk körül. A 17. század végén, a francia király hatására a férfiak csipkenyakkendőket viseltek. Ezek elrendezése sok időt és türelmet igényelt.
Október 18-át a nyakkendő nemzetközi világnapjaként tartják számon Horvátországban és a világ különböző városaiban, pl. Dublinban, Tübingenben, Tokióban, Sydneyben, Comóban.

### 1680-1710: a Steinkirk
1692-ben a Steenkerkei csatába indulva a hercegek a nyakkendőt sietősen a nyakuk köré tekerték, a kendő végét összesodorták és a zakó gomblyukába fűzték. Ezt a viselési módot Steinkirknek nevezték el. Ez idő alatt a katonáknak nem volt idejük megfelelően megigazítani a nyakkendőt, így ezt a stílust nevezték steinkirknek, egyébként egy rövid ideig fent is maradt mint nyakkendőviselési forma, körülbelül a 17-18 századig.

### 1710–1800: stock, szoliter, kravátli
1715-ben egy új viselet jelent meg „stock” néven. A kifejezés eredetileg hátul fűzős bőr nyakörv, mely elegáns tartást kölcsönzött a katonáknak. Sherman admirális is ilyen nyakkendőt viselt több, polgárháború korabeli fényképen. A stock kezdetben muszlinból készült, a nyak köré tekerték és hátul egy tűvel rögzítették. Divatos volt a hosszú hajú férfiak körében. A tarkónál fekete selyemtáskát viseltek; ez volt a közismert zsákparókafrizura, s ezt a nyakkendővel együtt hordták.
A szoliter a zsákparókafrizura egy változata. Színben hozzáillő szalagokat varrtak a „zsákra”, és miután a stockot a helyére illesztették, a szalagokat előrehúzták és csokorba kötötték.
A 18. század végén ismét a kravátli hódított. Ennek kitalálása egy fiatal angol férfiak csoportjának, az ún. macaroniknak a nevéhez fűződik. Ők hozták az új divatötletet Itáliából. Francia kortársaik az incroyable-ok voltak.

### 1800–1850: kravátli, stock, sálak, selyemkendő
Az emberek ebben az időben kezdtek érdeklődni a nyakkendőkötés iránt. Ez pedig az első, erről szóló könyvek megjelenéséhez vezetett. Az első kiadvány, a Neckclothitania 14 különböző kötési-csomózási módszert tartalmazott, s ebben a könyvben használták először a nyakkendő kifejezést.
A korra még jellemző, hogy megjelent a fekete stock, mely a hivatalos és estélyi öltözetek kivételével háttérbe szorította a fehéret. Ez jellemezte az 1850-es éveket, amikor egy újfajta nyakbavaló is megjelent, mégpedig a sál. Ezt csomó helyett egy különleges gyűrű tartotta a helyén és a klasszikus tengerész viseletnek felelt meg.

### 1860–1920: a csokornyakkendő, a sál, az aszkot, a hosszú nyakkendő
Az ipari forradalom idején egyre többen szerettek volna olyan nyakban hordható ruhadarabot, kiegészítőt viselni, melyet egyszerű volt elrendezni, kényelmes és kitart egy teljes munkanapon keresztül. A nyakkendőket hosszúra, keskenyre és könnyen köthetőre tervezték. Ezt a kivitelezést viselik a férfiak milliói még ma is.
A bonyolult csomózások és változatos stílusok a csokornyakkendőnek nyitottak utat. Ez a kiegészítő egy kisebb, kényelmesebb változata a nyakkendőnek. Vele párhuzamosan – az estélyiruhás vacsorák és versenyek férfi nézői számára – újabb fajta viselet jelent meg, mégpedig az aszkot. Ennek széles hajtókái a mellkason keresztezve voltak összetűzve.
1926-ban egy New York-i nyakkendőkészítő, Jesse Langsdorf egy új szövetvágási műveletet vezetett be. Ennek lényege a szövet rézsútos vágása és három részben való összevarrása volt. Ezzel a módszerrel rugalmassá vált az anyag, s így könnyebben visszatért eredeti formájába. Ettől kezdve a legtöbben a Langsdorf nyakkendőket viselték. Közben egy másik fejlesztés is sikert hozott. A módszer a nyakkendő belső bélésének rögzítését oldotta meg. E célból vezette be Richard Atkinson és a Company of Belfast 1920-ban az ún. csúsztatásos öltés technikáját.

### 1920-tól – napjainkig
Az első világháborút követően a kézzel festett, mintás nyakkendők jöttek divatba Amerikában. Az ilyen nyakkendők szélessége elérte a 4,5 hüvelyket (11 cm) és nagy kereslet volt irántuk az 1950-es években.
A nemzetközösségi országokban a vonalas mintázat a bal válltól a jobb alsó részig húzódott. Állítólag a vonal a szívet köti össze a kardot tartó jobb kézzel. A nemzetközösségi országokban csak az olyan emberek hordják, akik kapcsolatban vannak valamely ezreddel, iskolával, egyetemmel vagy szervezettel. Amikor a Brook testvérek a huszadik század elején bevezették a csíkos nyakkendőt Amerikában, a minta a másik oldalról húzódott (jobb válltól, bal kéz felé) azért, hogy megkülönböztessék magukat a britektől.
A második világháború előtt a nyakkendőket rövidebbre kötötték, mint napjainkban. Főleg azért, mert a férfiak a nadrágjukat természetes deréktájon hordták (többé-kevésbé a köldök szintjén), illetve a mellények népszerűsége miatt a nyakkendő hossza nem volt olyan fontos. 1944-től a nyakkendők nem csak szélesebbé, hanem vakmerőbbé is kezdtek válni. Ezt nevezték később „merész viseletnek”. A szélesség elérte az 5 hüvelyket (13 cm) és a rendelkezésre álló hagyományos minták mellett különféle mintákkal díszítették, mint például vadászjelenetek, trópusi tájképek vagy női portrék. Az általános hosszúság 48 hüvelyk (120 cm) volt.
A „merész viselet” 1951-ig hódított, amikor az Esquire magazin bemutatta a „Mister T”-t. Az új stílus jellemzői a csőnadrágú öltönyök, a keskenyebb hajtókák és keskeny karimájú kalapok voltak. A nyakkendő szélessége 3 hüvelyk (7,6 cm) volt, majd 1953-tól folyamatosan keskenyedve a 60-as évek feléhez közeledve kialakult végső formája. Hosszúsága elérte az 52 hüvelyket (130 cm), mert a férfiak elkezdték a nadrágjukat lejjebb, a csípőjüknél viselni. Az 50-es években is színes maradt a nyakkendő, bár már kicsit visszafogottabb formában, mint az előző évtizedekben. Olykor kisebb geometriai minták díszítették a szolid alapot, de az átlós vonalminta továbbra is népszerű maradt. A 60-as évek elején a sötétebb nyakkendők váltak divatossá. Szélessége nem volt több 1 hüvelyknél (2,5 cm).
Az 1960-as években térhódító pop stílusirányzat hatott leginkább a nyakkendődivatra. Az első új típusú nyakkendőt Michael Fish tervezte, amikor Turnbull & Asser-nál dolgozott, és 1965-ben mutatták be Nagy-Britanniában. Ezt a stílust a 60-as évek végén és a 70-es évek elején fokozatosan felváltotta a visszafogottabb tervezés. A nyakkendő egyre szélesebb lett. A tervezők visszatértek a 41/2 hüvelykes (11 cm) mérethez, olykor a rikító színekhez és mintákhoz. Gyakran alkalmazták a 30-as, 50-es évek hagyományos mintáit, főleg a kasmírmintát. A tervezők a merészebb színekkel is kísérleteztek, a nyakkendőket elkezdték az ingekkel együtt árusítani.
Az 1980-as években ismét a keskenyebb, a 11/2 hüvelykes (3,8 cm), különösen azonban a 3-tól 31/4 hüvelykes (7,6–8,6 cm) nyakkendők hódítottak. A 90-es években a nyakkendők ismét szélesebbek lettek, s főleg a szokatlan formatervezésűek lettek divatosak. Emellett az „újdonság” (vagy vicces) nyakkendők a maguk szándékosan giccses stílusukkal is népszerűekké váltak. Ezeken mesefigurák, kereskedelmi áruk vagy a popkultúra ikonjai voltak láthatóak, és nem hagyományos anyagokból készültek, hanem pl. műanyagból vagy a fából. Ebben az időben a férfiak a csípő tájékán viselték a nadrágot, ezért lehetett 57 hüvelykes (140 cm) hosszúságú a nyakkendő.
A 21. század elején a nyakkendők hossza már elérte a 31/2 – 33/4 hüvelykest (8,9–9,5 cm) és rendkívül sok mintával gyártották. A választék gazdag volt: a hagyományos csíkos, a címeresek, az absztrakt mintásak, a humoros és tematikus mintázatúak, a különféle selyemsálak mind a vásárlókra vártak. A leggyakoribb hosszúságú az 57 hüvelykes (140 cm), de 117 cm-től egészen 158 cm-es méretig megtalálhatók. Szélességük is különböző: 33/4 hüvelyktől (9,5 cm) a 3 hüvelyk alattiig (7,5 cm). Egyelőre még mindig a férfiak körében a legnépszerűbbek.

## Típusok

### Kravátli
1660-ban az Oszmán Birodalom legyőzése után a horvát ezred Párizsba látogatott. A katonákat dicső hősökként mutatták be XIV. Lajosnak, aki arról volt ismert, hogy nagy érdeklődést mutatott a dísztárgyak iránt. A tisztek élénk színű selyemkendőt viseltek a nyakukban. Ez az anyag nagyon megtetszett a királynak, és azonnal a királyság jelvényévé tette azt, s egyúttal megalakította a „királyi kravátlisok” ezredét. A kravátli elnevezés az „à la croate”-ből ered, ami annyit jelent: „a horvátok stílusa.”

### Four-in-hand nyakkendő (four-in-hand knot)
Ez a nyakkendő Nagy-Britanniában volt divatos az 1850-es években. Az első nyakkendők egyszerűek voltak: téglalap alakú szövetdarab, melynek végét négyzet alakúra vágták. Eredetileg a négylovas kocsit nevezték „four-in-hand”-nek, de később a londoni úriemberek egyik társaságának neve is volt, méghozzá az 1856-ban alapított Four-in-hand Driving Company-nak. Egyesek szerint a kocsisok a kantárszárat kötötték négyes csomóba, míg mások azt állítják, hogy a nyakukban hordott sálkendőt kötötték ily módon. De a legvalószínűbb, hogy a klub tagjai azért viselték a nyakkendőiket négyes csomóba kötve, hogy divatossá tegyék azt. A 19. század második felében a négyes csomó (four-in-hand knot) és a négyes nyakkendő (four-in-hand necktie) rokon értelmű kifejezések voltak. A divat változásával a kemény inggallérok puhábbak lettek és lefelé hajtották őket, így hirtelen megugrott a négycsomós nyakkendő népszerűsége. A szabása miatt a „four-in-hand” kifejezés feleslegessé vált és csak simán „hosszú nyakkendőnek”, vagy „nyakkendőnek” nevezték.
1926-ban a New York-i Jesse Langdorfs olyan nyakkendőszabási technikát mutatott be, ami lehetővé tette a kendő egyenletes esését a csomóból úgy, hogy az ne gyűrődjön össze. A későbbiekben ezáltal vált lehetővé a különböző szőtt minták, mint pl. átlós vonalak megjelenése a nyakkendőn. 
Ma a négycsomós nyakkendő a férfiak öltözékének része, különösen az üzlet világában.
Általában selyemből vagy poliészterből készülnek, de a második világháború előtt a gyapjúból készült nyakkendők is gyakoriak voltak. Újabban megjelentek a mikroszálas nyakkendők is; az 1950, 1960-as években más mesterséges anyagot (pl. műselymet) is használtak. A modern nyakkendők a legkülönbözőbb színekben és mintákban kaphatók, különösen közkedveltek a csíkos (általában átlósan), a klubnyakkendők (ismétlődő kis motívumok díszítik az egészet felületet), a foulardmintás (kicsi geometriai minták díszítik a szolid alapot), valamint a kasmírmintás változatok. Az 1980-as évek óta népszerűek a mesefigurákkal, színészekkel, ünnepnapokkal díszített, gyakran villogó fényekkel rendelkező darabok.

### Hat- és héthajtásos nyakkendők
A héthajtásos nyakkendő egyik változata a négycsomósnak. Az elsőt a 19. század végén gyártotta le Washington Tremlett párizsi inggyár egy amerikai ügyfele számára. Ez a fajta nyakkendő teljes egészében selyemből készül.
A hathajtásos nyakkendő egy modernebb változata az előbbinek, egy még inkább szimmetrikusabb darab. Bélésének köszönhetően kicsit nehezebb súlyú.

### A csíptetős nyakkendő
A csíptetős nyakkendő egy tartós csomóval készült darab, ami egy apró horoggal vagy fémmel – csíptetővel – van csatlakoztatva az inggallérhoz. Ez a 20. századi újítás kevésbé értékes, de a legmegfelelőbb az olyan munkákhoz, ahol a hagyományos nyakkendőviselet biztonsági kockázatot jelenthet. Ilyen pl. bűnüldözésben dolgozóknál, biztonsági őröknél, hivatalnokoknál vagy pilótáknál, akik támadásnak lehetnek kitéve. A csíptetős nyakkendőt készítik leggyakrabban a gyerek számára is.

## A csomók fajtái
Négyfajta csomó használatos a nyakkendő megkötésére. A nehézségük alapján emelkedő sorrendben ezek a következők:
- Four-in-hand csomó –a leggyakoribb
- Pratt csomó (Shelby csomó)
- Fél- Windsor csomó
- Windsor csomó- ez a legvastagabb a négy közül, mert a legtöbb lépésben megkötendő csomó

A Windsor csomót a windsori hercegről nevezték el annak ellenére, hogy nem ő találta fel.
Az 1990-es évek végén két kutató, Thomas Fink és Yong Mao a Cambridge-i Cavendish Laboratóriumban matematikai modellek segítségével jött rá, hogy nyolcvanöt különböző csomó köthető egy hagyományos, átlagos nyakkendőre (a maximális lépések számát kilencnek határozták meg, mert az ennél több kötéssorozat már túl vastag csomót és túl rövid végeket eredményezne). A modellek tudományos folyóiratokban jelentek meg, de írtak róluk egy könyvet is „The 85 Ways to Tie a Tie” (A nyakkendő megkötésének 85 módja) címen. Fink és Mao szimmetriai és egyensúlyi okok miatt a 85-ből 13 olyan csomót választottak ki melyek „esztétikusnak“ felelnek meg. Ebből a 13-ból matematikai elvek alapján választott ki a négy leggyakrabban használtat, míg a maradék kilenc használata korlátozott.
A további csomófajták:
- A kis csomó – a lehető legkisebb nyakkendőcsomó. Alakja egy szabályos háromszöget képez, hasonlít a fél windsorra, de sokkal egységesebb. (Fink-Mao jelölés: Min Co Ri T, Knot 1)
- A Nicky csomó – alternatív változata a Pratt csomónak, de jobban kiegyensúlyozott (Lo Ci Ro Li Co T, Knot 4). Állítólag Nyikita Hruscsovról nevezték el, de Pratt csomónak is nevezik az irodalomban. Fink és Mao szerint a Pratt csomó a legkedveltebb csomófajta.
- Az Atlanti csomó – a fordított Pratt csomó, kiemelve a csomó szerkezetét, amely eredetileg hátul rejtett. Annak érdekében, hogy a kendő széles vége előre kerüljön, a nyakkendőt a jobb oldalról kezdve, belülről kifelé kötve, a keskeny végét a szélesen kell áttekerni (Ri Co Ri Lo Ci T; Fink és Mao nem kategorizálta, de minősítése alapján az 5-ös számot kapná).
- Az Albert herceg csomó („dupla csomó”) – a four-in-hand egyik változata, egy lépésben tér el annak kötésétől, méghozzá a széles vég újbóli áttekerésével érjük el (Li Ro Li Ro Li Co T T, Knot 62). Viktória csomóként ismert az a változata, amikor a külső hurkon keresztül kötjük meg (Ro Li Ro Li Co T, Knot 6).
- A Christensen csomó (keresztcsomó) – egy hosszúkás, szimmetrikus csomó, amelynek fő jellegzetessége a kereszt alakú szerkezet, melyet úgy kapunk, ha a nyakkendőt átfűzzük kapunk a kendő elején található két hurkon (Li Ro Ci Lo Ri Lo Ri Co T T, Knot 252). Modern nyakkendőkkel is kivitelezhető, de a legesztétikusabb eredményt a 19. században használatos keskeny nyakkendőkkel érték el.
- Az Ediety csomó – dupla Atlanti csomó, mely Meroving csomóként vált ismertté, mint az azonos nevű karakter viselte az ezzel a módszerre megkötött nyakkendőt a Mátrix Újratöltve című filmben. Megköthető az Atlanti csomóhoz hasonlóan a keskeny végét kötve a szélesen át, de a széles végét is átfűzhetjük a keskenyen, ahogy a filmben láttuk, így a keskeny nyakkendőszár kerül előre. (Ri Co Ri Lo Ci Ri Co Ri Lo Ci T; mivel megkötése 10 lépésből áll, Fink és Mao nem kategorizálta)